# Thomas Howell Binford
Thomas Howell Binford (Durant (Mississippi), 25 augustus 1896 - La Jolla (Californië), 27 augustus 1973) was een Amerikaanse officier.
Hij werd op 6 augustus 1942 bij Koninklijk Besluit door koningin Wilhelmina benoemd tot Ridder in de Militaire Willems-Orde. Commandeur Binford was commandant van de 58e jagerdivisie, een flottielje kleinere oorlogsbodems van de Amerikaanse marine.
Tijdens de gevechten in de Javazee heeft Binford, zo vermeldt het Koninklijk Besluit, zich "als Commandant van de 58e jagerdivisie moedig en beleidvol gedragen in het zeegevecht van Straat Lombok waarbij een uit zware kruisers en jagers bestaande vijandelijke overmacht werd aangevallen met resultaat dat den vijand zware verliezen werden toegebracht".

## Onderscheidingen
- Navy Cross[1]
- Silver Star[1]
- Legion of Merit (2x)[1]
- Ridder der vierde klasse in de Militaire Willems-Orde op 6 augustus 1942[3]